# Линар (фильм)
Лина́р — документальный фильм Насти Тарасовой, снятый в 2013 году о маленьком мальчике Линаре из Башкирии с неизлечимым пороком сердца.

## Сюжет
Пятилетний Линар попадает в Научный центр сердечно-сосудистой хирургии имени А. Н. Бакулева в связи с неизлечимым пороком сердца. Врачи делают ему операцию по имплантации искусственного сердца. Однако, это временная мера, поскольку такой аппарат способен поддерживать жизнь ребёнка не больше года и в дальнейшем необходима пересадка сердца. В связи с тем, что детская трансплантация в России запрещена уже много лет, врачам удается отправить Линара за новым сердцем в Италию. Вместе с ребёнком в чужую страну отправляется молодой хирург из Москвы. Вдвоем они ждут в итальянской клинике донорский орган.

## Цитаты
Сегодня в современной российской медицине очень много проблем. О каких-то говорится в СМИ, о многих проблемах умалчивается. Зачастую правду знают только сами врачи, пациенты и их родственники. Одной из самых важных и самых закрытых для общества проблем медицины в России является детская трансплантология. Трансплантация органов от ребёнка к ребёнку в России запрещена с 1993 года. В законе сказано, что донором может стать только человек, достигший совершеннолетия. Забор органов у детей, даже с согласия их родителей,  уголовно наказуемое деяние. Точно констатировать смерть головного мозга ребёнка,  а затем трансплантировать органы  невозможно. Ежегодно в трансплантации органов нуждаются 5 тыс. россиян, 30% из которых  дети. Большинство детей  умирает. Врачи утверждают, что пересадить ребёнку печень взрослого человека реально и безопасно, если сделать это правильно. Но сердце, например, можно пересадить только детское.
Когда детская трансплантология станет возможным в России - никто не знает. Специалисты называют множество причин, которые тормозят этот процесс. Здесь и отсутствие высокоточного оборудования, которое бы внесло стопроцентную уверенность в гибели ребёнка.  Не исключен и новый виток коррупции. Случаи похищения детей для забора органов могут участиться. Система должна быть идеально налажена для её запуска, а для нашей медицины слово «идеально» редко применимо.
К тому же для забора органов требуется обязательное разрешение от родителей ребёнка. А наше общество к этому пока абсолютно не подготовлено. Поэтому давно пора поговорить на эту тему со зрителем.Настя Тарасова
Мы каждый шаг копили деньги, потом делали, копили деньги и делали. Для молодых кинорежиссёров чем больше будет таких площадок [фестивальных], тем легче будет донести до зрителя свой фильм, потому что других вариантов нет, как такового проката такого кино не существует у нас в стране.Настя Тарасова

## Критика
- Редактор портала «Look At Me» Олег Баранов говорит о фильме так: «Это явно один из самых интересных российских дебютов последних лет и вполне себе кандидат на попадание в программу Берлинале — трогательная и очень неглупо выстроенная история о пересадке сердца ребёнку, пополнение когорты фильмов плана «Антон тут рядом» и, подобно последнему, прорыв прежде всего кинематографический»[3].
- Кинокритик Сергей Сычев характеризует картину как «непривычно качественный и дорогой фильм для российской документалистики» [4].
- Актриса Алиса Хазанова признается: «документальный фильм «Линар» - это фильм о котором хочется говорить» [5].
- Критик Александр Голубчиков считает, что: «Линар» — это очень профессиональная работа, документальный фильм, снятый по всем правилам игрового полнометражного кино, в котором использовались режиссёрские приемы, достойные применения в Большом фильме» [6].

## Награды
- 2013 Приз Зрительских Симпатий и Специальный Приз Жюри на Первом Национальном кинофестивале дебютов "Движение" в Омске.
- 2013 Приз Зрительских Симпатий на XXIV Открытом фестивале документального кино "Россия".